# Pterosicyos
Pterosicyos es un género con una especie, Pterosicyos laciniatus	Brandegee, de plantas con flores perteneciente a la familia Cucurbitaceae. 